# 다니엘 고메스 (펜싱 선수)
다니엘 고메스 타나마치(스페인어: Daniel Gómez Tanamachi, 1990년 5월 6일 ~ )는 멕시코의 펜싱 선수로 주 종목은 플뢰레이다. 2012년 하계 올림픽에서 그는 남자 플뢰레 개인전에 출전하였으나, 32강전에서 중국의 마젠페이에 9-15로 패하며 탈락하였다.